# La Besseyre-Saint-Mary
 La Besseyre-Saint-Mary  es una población y comuna francesa, situada en la región de Auvernia, departamento de Alto Loira, en el distrito de Brioude y cantón de Pinols.

## Demografía
| 324 | 302 | 244 | 204 | 156 | 131 |
| Para los censos de 1962 a 1999 la población legal corresponde a la población sin duplicidades (Fuente: INSEE [Consultar]) |     |     |     |     |     |